# Avec les mains en l'air
Pour plus de détails, voir Fiche technique et Distribution.
Avec les mains en l'air (Z podniesionymi rękami) est un film polonais réalisé par Mitko Panov, sorti en 1985.

## Synopsis
Dans le ghetto de Varsovie, un groupe de personnes, sous la supervision de soldats, fait la queue pour être pris en photo.

## Fiche technique
- Titre : Avec les mains en l'air
- Titre original : Z podniesionymi rękami
- Réalisation : Mitko Panov
- Scénario : Mitko Panov
- Musique : Janusz Hajdun
- Photographie : Jaroslaw Szoda
- Montage : Halina Szalinska
- Société de production : PWSTF & TV
- Pays :  Pologne
- Genre : Drame
- Durée : 6 minutes
- Dates de sortie : 
  -  Allemagne de l'Ouest : septembre 1985

## Distribution
- Jaroslaw Dunaj
- Krzysztof Franio
- Monika Mozer
- Etl Szyc

## Distinctions
Le film a reçu la Palme d'or du court métrage lors du Festival de Cannes 1991.